# Lamprotatus caecina
Lamprotatus caecina är en stekelart som beskrevs av Walker 1842. Lamprotatus caecina ingår i släktet Lamprotatus och familjen puppglanssteklar. Inga underarter finns listade i Catalogue of Life.